# Aspilota hirticornis
Aspilota hirticornis är en stekelart som först beskrevs av Thomson 1895.  Aspilota hirticornis ingår i släktet Aspilota och familjen bracksteklar. Arten är reproducerande i Sverige. Inga underarter finns listade.